# 拓跋弥
拓跋 弥（拓跋彌、たくばつ び、生年不詳 - 424年）は、北魏の皇族。安定殤王。

## 経歴
明元帝の子として生まれた。422年（泰常7年）4月、安定王に封じられ、衛大将軍の位を加えられた。明元帝が南朝宋の滑台に対して親征すると、拓跋弥は安同とともに平城の留守をつとめた。424年（始光元年）1月、死去した。諡は殤王といった。
子がなく、封国は除かれた。

## 伝記資料
- 『魏書』巻17 列伝第5
- 『北史』巻16 列伝第4